# 夏からの手紙
『夏からの手紙』（なつからのてがみ）は、東海テレビ制作・フジテレビ系列で、1972年6月19日～9月15日に放送された昼ドラマである。

## キャスト
- 上村香子
- 山本學
- ケン・サンダース

## スタッフ
- 監督：高橋繁男
- 脚本：馬場当、竹内勇太郎、池端俊策